# Watertoren (Deventer)
De watertoren van Deventer staat aan de Ceintuurbaan op een van de hoogste plekken van de stad Deventer. Het omliggende waterwingebied is rond 1900 ingericht als stadspark, het Nieuwe Plantsoen. De toren is nog steeds in gebruik.
De watertoren werd in 1892 gebouwd in opdracht van de gemeente. Hij werd in een toen populaire neostijl van de Hollandse renaissance opgetrokken naar een ontwerp van de stadsarchitect van Deventer, J.A. Mulock Houwer. De met bladgoud versierde zeemeermin die dienstdoet als windvaan staat op 53 meter hoogte. Het uitkragende, zogenoemde Intze-waterreservoir heeft een capaciteit van 500 m³ water en zorgt daarmee voor voldoende druk in het waterleidingnet. De toren bestaat uit gemetselde baksteen met een onderbouw vervaardigd van basaltblokken. Het dak is bedekt met leisteen. De Deventer toren heeft model gestaan voor de watertoren van Sélestat uit 1906.
De toren met bijliggend pompstation en waterwingebied was lang de basis van het gemeentelijk waterleidingbedrijf Deventer. In 1892 ging van hieruit de waterleiding naar de stad, met bij oplevering 848 aansluitingen. Het complex is nog steeds in gebruik voor de drinkwatervoorziening. Van een diepte van 130 meter wordt zeer zuiver water opgepompt. Sinds eind vorige eeuw is het eigendom van waterleidingmaatschappij Vitens.
In 1987 is de watertoren afgebeeld op een postzegel van de zomerzegelserie. Sinds 1983 heeft de toren de status van rijksmonument.

Deventer gezien vanaf de Watertoren

Almelo
(Oude ·
Spinnerij ·
Sluiskade ·
Reggestraat) ·
Borne ·
Daarle ·
Delden ·
Deventer ·
Enschede
(Hoog & Droog ·
Janninktoren ·
Menkotoren) · 
Goor ·
Hengelo
(Oude ·
Stork, 1902 ·
Stork, 1917) ·
Kuinre ·
De Lichtmis · 
Lutten ·
Nijverdal
(Oude ·
Nieuwe) ·
Oldenzaal ·
Olst ·
Ootmarsum ·
Raalte · 
Sint Jansklooster ·
Steenwijk ·
Steenwijkerwold ·
Vriezenveen · 
Zwolle